# Магический куб

Магический куб третьего порядка

Магический куб — трёхмерная версия магического квадрата. Традиционным (классическим) магическим кубом порядка n называется куб размерами n × n × n, заполненный различными натуральными числами от 1 до n3 так, что суммы чисел в любом из 3n2 рядов, параллельных рёбрам куба, а также на четырёх (пространственных) диагоналях куба равны одному и тому же числу, называемому магической константой куба S:
{\displaystyle S(n)={\frac {n(n^{3}+1)}{2}}.}
На основе квадрата Дюрера построена геометрическая фигура «куб в кубе» (Магические квадраты Кхаджурахо, Дюрера и Золотая Пропорция - ЛАИ (lah.ru)). Подобное «преобразование» стало возможным при расположении вертикальных столбцов чисел квадрата Дюрера под определенным углом, образуя, таким образом, куб в кубе. При этом свойствами «золотой симметрии» обладают все числа диагоналей куба (два числа образуют в одном случае – в сумме число 13, в другом – 21), а все плоскости, имеющие 4 угла (числа) как внутреннего, так и внешнего квадратов построенной фигуры образуют в сумме число Фибоначчи – 34.